# Stuart Young
Stuart Richard Young (ur. 9 lutego 1975 w Port-of-Spain) – trynidadzki prawnik i polityk. Od 2015 członek Izby Reprezentantów, od 17 marca do 1 maja 2025 premier Trynidadu i Tobago. W latach 2022–2025 przewodniczący Ludowego Ruchu Narodowego (PNM).

## Życiorys
Jest synem ekonomisty i bankowca Richarda Petera Younga i pielęgniarki Priscilli Hosein. Jego ojciec jest pochodzenia chińskiego, zaś matka wywodzi się z indyjskiej rodziny muzułmańskiej. Ukończył studia prawnicze na Uniwersytecie w Nottingham oraz w Hugh Wooding Law School. Od 1998 pracował jako adwokat (barrister). 
W 2014 został mianowany tymczasowym senatorem, zaś w 2015 po raz pierwszy został wybrany do Izby Reprezentantów. Od 2018 do 2021 sprawował urząd ministra bezpieczeństwa narodowego (w latach 2018–2019 był również ministrem komunikacji), w gabinecie kierowanym przez Keith Rowley'a. Następnie objął stanowisko ministra energii i przemysłu energetycznego. 4 grudnia 2022 został wybrany na stanowisko przewodniczącego PNM.
3 stycznia 2025 Keith Rowley zapowiedział rezygnację z urzędu premiera oraz z kandydowania kolejnych wyborach parlamentarnych. Trzy dni później, członkowie frakcji parlamentarnej PNM wybrali Stuarta Younga na następcę Rowley'a. 17 marca 2025 utworzony przez niego gabinet został zaprzysiężony przez prezydent Christine Kangaloo i rozpoczął urzędowanie.
W wyborach parlamentarnych przeprowadzonych 28 kwietnia 2025, kierowana przez Younga PNM zdobyła 13 mandatów w Izbie Reprezentantów (na ogólną liczbę 41) – wobec 26 mandatów uzyskanych przez Zjednoczony Kongres Narodowy (UNC). Dwa dni później, w następstwie porażki wyborczej, Stuart Young zrezygnował z przewodniczenia swojej partii. 1 maja na czele nowego gabinetu stanęła liderka UNC – Kamla Persad-Bissessar, zaś Young zakończył urzędowanie na stanowisku premiera.